# Charles Clyde Ebbets
Charles Clyde Ebbets (18 de agosto de 1905– 14 de julio de 1978) fue un fotógrafo estadounidense, quién está acreditado como autor de la fotografía Lunch atop a Skyscraper (1932), icónica fotografía del siglo XX.

## Biografía
Nació el 18 de agosto de 1905 en Gadsden, Alabama. Su padre, Samuel, era director de circulación de un diario y su madre era Minnie Ebbets. Compró su primera cámara, una Kodak Brownie, con ocho años de edad en unos grandes almacenes locales, cuyo coste fue cargado en la cuenta de su madre . Se casó con Josephine Ward el 1 de septiembre de 1928 en Broward, Florida. Su segunda mujer fue Mary Green, con quien  tuvo un hijo, Charles. Su tercera mujer fue Laurie Chase, con quien  se casó en 1938.

### Carrera temprana
Ebbets comenzó su carrera durante los años 1920 en San Petersburgo, Florida, como "foto fija". En su función tomaban fotos para la promoción de la película, pero también como documentación de la misma, por ello su trabajo fluctuaba entre delante y detrás del cámara. En 1924,  tuvo una breve intervención como actor, haciendo el papel de un  cazador africano conocido como "Wally Renny". Durante los años 1920, Ebbets tuvo muchos otros hobbys como piloto, corredor de coches, luchador de wrestler y cazador. También fue fotógrafo oficial del luchador Jack Dempsey, así como fotógrafo en el Miami Dayly News, y un fotógrafo freelance.
En 1927 se hizo el primer intento de recorrer por completo la carretera de Miami a Tampa, conocida como la "Tamiami Trail". Ebbets fue elegido para ser uno de los tres hombres que harían el viaje ya que tenía un conocimiento extenso de la región, su fauna y flora y por su capacidad de manejar una cámara para documentar la aventura para los diarios y la Essex Motor Company que patrocinaba el viaje. Las fotos de este acontecimiento fueron difundidas por diversos diarios a través del país.

### Lunch atop a Skyscraper (Almuerzo en lo alto de un rascacielos)

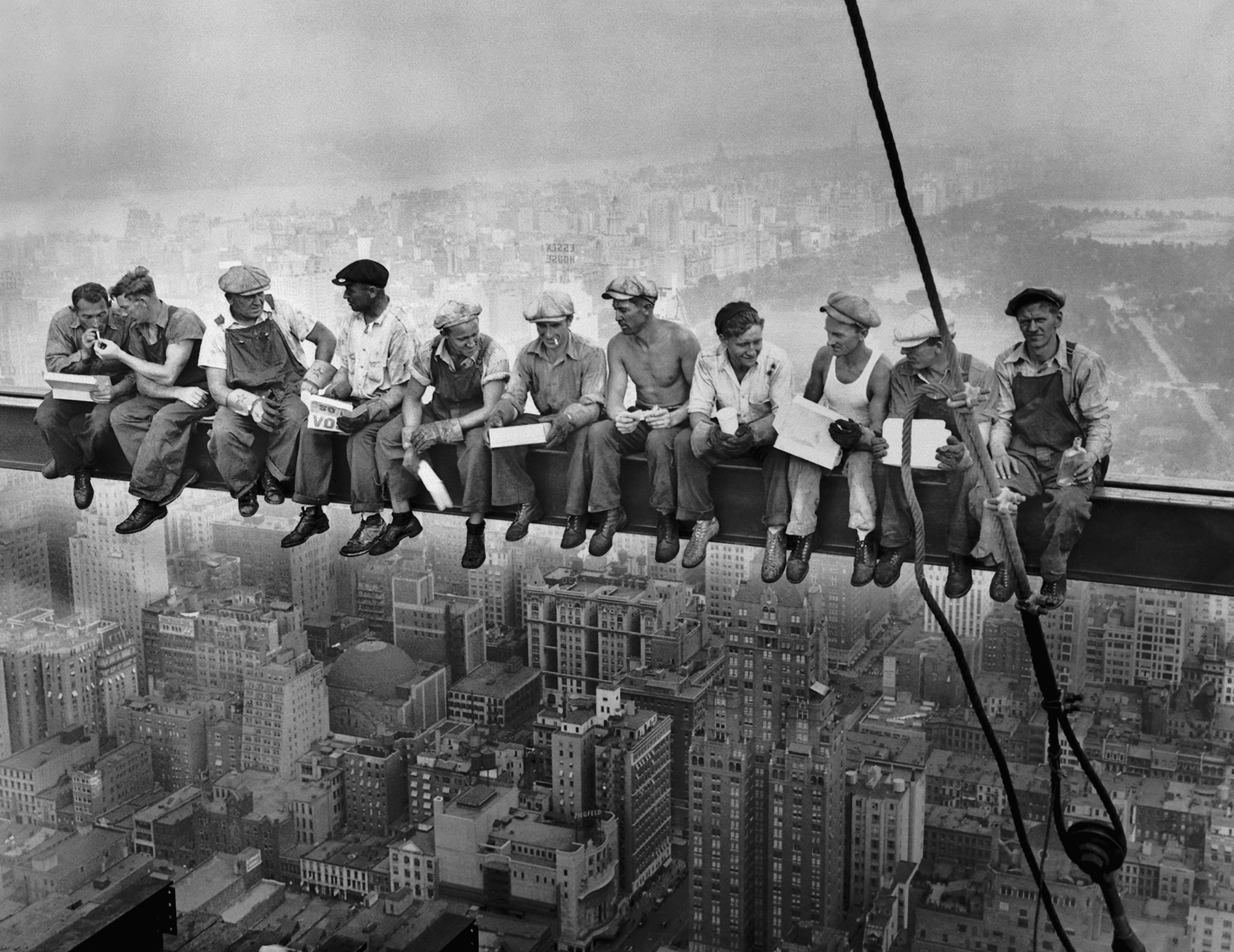
Almuerzo en lo alto de un rascacielos

En los años 1930 Ebbets era un fotógrafo conocido y su trabajo se había publicado en diarios importantes por toda la nación, incluyendo The New York Times. En 1932, Ebbets fue nombrado Director Fotográfico para el desarrollo del Rockefeller Center. El 20 de septiembre de 1932,  tomó la fotografía llamada «Almuerzo en lo alto de un rascacielos», que presenta once hombres comiendo sentados sobre una viga con sus pies colgando decenas de metros por encima de las calles de Nueva York.  La foto fue tomada en el piso 69 del Edificio RCA en los últimos meses de su construcción. Se ha afirmado que varios fotógrafos colaboraron en el disparo, sin embargo, la familia de Ebbets ha aportado múltiples y suficientes evidencias de su autoría. Entre ellas escritos, recibos originales, membrete profesional que muestra su enunciando para el trabajo hecho en el mismo lugar, una carcasa original de negativos empleado aquel día en la viga adyacente a los trabajadores y otras imágenes originales tomadas por Ebbets durante su trabajo en Rockefeller Center, así como copias del artículo original de 1932, mostrando la foto famosa, encontradas en su álbum de recortes personal.
Todos estos documentos que apoyan la autoría de Ebbets han sido independientemente verificados por investigadores profesionales, abogados de propiedad intelectual y detectives privados. Durante los últimos 20 años ningún otro fotógrafo ni la propiedad de cualquier fotógrafo han reclamado autoría de la imagen famosa.

### Trayectoria posterior
En 1933 Ebbets regresó a Florida donde quería vivir y trabajar el resto de su vida. Sus intereses estaban centrados en el crecimiento apasionante del turismo en el estado, la única reserva de los Indios Seminola y la naturaleza casi virgen en los Everglades. En 1935, Ebbets se convirtió en fotógrafo oficial de Associated Press para la región. Aquel año mismo, sus fotos del huracán que devastó las Florida Keys el infortunado Día de Trabajo de 1935 circularon por todo el mundo. En esos tiempos, también fundó la Asociación de Fotógrafos de Prensa de Miami y fue su primer Presidente.
Su conocimiento extenso del Everglades y cercanía de las personas de la región le permitieron una amistad única con muchos de los miembros del tribu india Seminola. Con el tiempo, contó con muchos de los dirigentes tribales entre sus amigos personales y tuvo acceso sin precedentes a los pueblos y campamentos para documentar sus vidas en cuadros. En 1938,  fue el primer hombre blanco  en presenciar su sagrado "Baile de Maíz Verde"  y tenía permiso para fotografiar la semana entera del acontecimiento. Muchos de estas imágenes pudieron verse en las páginas de diarios del país, y esta extensa  colección se considera como una de las mejores de su clase en el mundo.
En la siguiente década, Ebbets continuó su viaje y aventuras tanto encima y fuera asignación, y se rompió su espalda mientras disparaba fotos en el Everglades, un daño qué le impidió ser reclutado por el ejército durante la Segunda Guerra Mundial. A pesar de ello,  al ser un piloto autorizado y fotógrafo, sirvió como agregado en los  Servicios Especiales del Cuerpo de Aire del Ejército y más tarde fue asignado a "Instituto Aeronáutico Embry-Riddle", donde entrenaban la Air Force y las Fuerzas de Aire Reales británicas. Durante la guerra,  documentó todas las  fases de desarrollo de base y el personal que entrenaba en Florida y el tiempo empleado en América del sur, trabajando bajo las órdenes del General Hap Arnold, quién supervisaba la formación de pilotos americanos y británicos en bases en Brasil.
Ebbets regresó a su casa de Miami al final de Segunda Guerra Mundial y fue uno de los tres fundadores de la Ciudad de Agencia de Publicidad de Miami. Durante 17 años fue el Fotógrafo Jefe de la Ciudad de Miami. Durante este periodo Ebbets expandiría su colección de Everglades con pájaros e imágenes de fauna y flora y documentaría el crecimiento de Miami como mecca de la industria turística. Fue un pionero al crear las primeras fotografías tipo pin-up  que señalaban Miami como respiro de invierno, por su aventura y tiempo suave en un bonito escenario y personas agradables. Sus fotografías aparecieron en el  Miami Daily News, The New York Times, National Geographic, Outdoors Unlimited, Field & Stream, Popular Boating, U.S. Camera, Outdoor Life, Look Magazine, Popular Photography  (el número de junio de 1938 presentó 8 páginas extendidas sobre Ebbets y su trabajo), y otros.
Durante los años 1970 Ebbets continuó fotografiando la vida en la región del sur de Florida. El 14 de julio de 1978, con la edad de 72, Ebbets murió de cáncer. En el tiempo de su muerte se habían publicado sus fotos en más de 300 naciones.
En 2003 fue homenajeado en el Photo East Expo realizado en el Javits Center en New York por la Agencia Corbis, que dispone de al menos 21 fotografías de Ebbets en su colección. Actualmente, su hija ha creado un sitio web con algunas de sus imágenes, las cuáles pueden ser vistas en Ebbetsphoto-graphics.com y ha archivado y restaurando su extensa colección de fotos para ser incluidas en un libro sobre su vida y trabajo.